# Adiplosis spiniformis
Adiplosis spiniformis är en tvåvingeart som beskrevs av Grover och Kashyap 1991. Adiplosis spiniformis ingår i släktet Adiplosis och familjen gallmyggor.
Artens utbredningsområde är Maharashtra (Indien). Inga underarter finns listade i Catalogue of Life.